# Дезертирство
Дезерти́рство (фр. desertion от лат. desertio — «разъединение», «оставление», «побег») — самовольное оставление воинской части или места военной службы в целях уклонения от прохождения военной службы военнообязанными; неявка на службу; покидание поля боя. 
В отличие от самовольной отлучки предполагает намерение не возвращаться в часть; дезертирство близко самовольному оставлению части, но может рассматриваться отдельно в юридическом смысле.

## История
Тяжесть службы и большая продолжительность её сроков, неупорядоченность отношений между начальниками и подчинёнными, злоупотребления начальников в связи с неразборчивостью при комплектовании сделали побег со службы массовым явлением, которое не могли побороть ни наказаниями, ни амнистиями, ни денежными вознаграждениями для доносчиков. Только в XIX веке дезертирство сумели снизить принятием усовершенствованных систем комплектования, сокращением сроков службы, а также принятием общего правового порядка.
Древние египтяне бежавшим во время сражения обрезали язык. Греки лишали дезертиров почётных должностей, одевали в постыдное платье, брили им половину головы и в таком виде выставляли в течение трёх дней на торговой площади; беглый спартанец не мог жениться. В Риме за дезертирство полагалась конфискация имущества и смертная казнь или продажа в рабство (по одной из версий, так стал рабом-гладиатором Спартак). Древние германцы вешали дезертиров на дереве как изменников; иные полководцы ограничивались обрезанием носа, ушей, языка или выкалыванием глаз.
В период наёмных войск наряду с побегом со службы в собственном смысле выдвинулся самовольный переход на службу из одной роты в другую или из одного рода войск в другой, за что немецкие кодексы назначали, как и за дезертирство с поля сражения, смертную казнь. Густав II Адольф установил особое наказание за дезертирство целой воинской части, если она бежит, не оказав должного сопротивления. С особой энергией, но безуспешно, боролись с дезертирством в XVIII веке в Пруссии. Австро-венгерских солдат, дезертировавших во время Первой мировой войны, именовали зелёными кадрами.
По мере перехода к регулярным армиям и флотам, установления и развития воинской дисциплины, воспитательной подготовки солдат масштабы дезертирства собственно с поля сражения стали уменьшаться; зато участились побеги со службы в мирное время. Дезертиров после поимки могут отправлять в дисциплинарные части, а для препятствованию дезертрству на поле боя создавались заградительные отряды.

## Дезертирство в армиях и флотах различных государств и стран

### Великобритания
Во время Первой мировой войны в Великобритании за дезертирство расстреляли 306 человек, среди них 25 канадцев, 22 ирландца и 5 новозеландцев; многие из них были несовершеннолетними. Памяти дезертиров посвящён мемориал Павшим на рассвете. Всего за 1914—2020 годы более 20 000 солдат предстало перед судом за дезертирство. 3000 был вынесен смертный приговор, и в 10 % случаев он был приведён в исполнение.

### Германия
В Эрфурте установлен Памятник дезертирам.

### Россия

#### В Российской империи
В допетровской России всех уклоняющихся от государевой службы называли вообще «нетчиками», причём неявка на службу не отличалась от побега со службы, хотя бы в военное время. Определённых наказаний за уклонение до середины XVII века не было; наказания назначались отдельными указами в зависимости от степени угрожавшей государству опасности, от неудач во время войны и прочее. Соборное уложение 1649 года провело различие между неявкой на службу под предлогами старости, увечья или болезни, побег со службы в мирное время, побег со службы с поля сражения и побегом со службы с переходом к неприятелю. За неявку уложение не определяло собственно наказания, а предписывало годных к службе просто отсылать в полки; но последующие указы обыкновенно назначали и уголовные кары. О размерах уклонения от военной службы в XVII веке дают представление следующие цифры: в первый крымский поход князя Голицына одних городовых дворян и детей боярских, объявившихся в нетех, было 1386; из полка генерала Гордона в продолжение похода от Москвы до Ахтырки бежало 105 чел., то есть почти 1/8 часть. В царствование Петра постоянные войны, дальние походы, бессрочность службы, строгость дисциплины, тяжёлое и непривычное фронтовое обучение усилили уклонение от службы во всех видах. Не смея возвращаться домой, беглые скрывались в лесах, соединялись в шайки и производили страшные грабежи и разбои. Отсюда жестокость и настойчивость, с которыми Петр боролся против побегов со службы. О «дезертирах и беглецах» в артикулах 1716 года трактовала особая глава (XII); тому же предмету были посвящены десятки отдельных указов. По отношению к нетчикам главнейшей мерой Петра было вознаграждение доносчиков, иногда определявшееся в размере половины имущества нетчика, иногда — в размере всего его движимого и недвижимого имения. Так как мера эта давала мало результатов (например, в 1708 году никто из тех, кому велено было явиться на службу в Воронеж, в полк к князю В. В. Долгорукому, в срок не явился), то нередко объявлялись частные амнистии и отсрочки, с предупреждением, что не явившиеся после отсрочки в случае поимки будут наказаны кнутом и сосланы на вечную каторгу. Беглым офицерам грозила смертная казнь. Для предупреждения и пресечения побегов со службы нижних чинов, кроме угрозы смертной казнью для самих виновных, если они добровольно не явятся, применялись: поручные записи от каждых 50 человек, денежные штрафы со всех начальствующих в полку лиц, награды за поимку, а также амнистии. Беглые рекруты подвергались наказанию шпицрутенами и клеймению.
Однако к концу Северной войны стало очевидно, что политика, проводившаяся на предотвращение побегов с воинской службы, ощутимых результатов не даёт. Поэтому приблизительно с 1719 года начинаются амнистии, призванные вернуть тех беглецов, которые, боясь сурового наказания, благополучно избежали поимки, таких было очень много. Фельдмаршал Г. Б. Огильви говорил по этому поводу: «Россия ещё в самом младенчестве и привыкать к дисциплине ей надо постепенно».

#### Военно-уголовное право в Российской империи
В Российской империи военно-уголовное право под побегом со службы (дезертирством) разумело самовольное оставление места служения с намерением вовсе покинуть службу. Субъектом побега может быть всякий военнослужащий независимо от того, состоит ли он на обязательной или добровольной службе (в германском воинском уставе о наказаниях это начало категорично выражено во всех параграфах, предусматривающих увольнение от службы). Преступное действие при побеге слагается из двух моментов: внутреннего, субъективного — намерения покинуть службу, и внешнего, объективного — самовольного оставления места служения, которое само по себе составляет проступок, называемый самовольной отлучкой (см. соотв. статью). Из этой двойственности состава побега со службы проистекает двоякий взгляд на его существо, одни законодательства, например, германское, придают основное значение первому моменту; другие, например, французское, определяют намерение покинуть службу при побеге со службы по какому-либо внешнему признаку, чаще всего — по продолжительности отсутствия. Преимущества, несомненно, лежат на стороне первого взгляда: никакой внешний признак не может свидетельствовать безошибочно о намерении отлучившегося. Русский воинский устав XIX века придерживается второй точки зрения: по статье 128 «самовольное отсутствие военнослужащего, продолжающееся в мирное время долее 6 дней, а в военное долее 3 дней, признаётся Побег со службы». Шести- и трёхдневный сроки суть нормальные: для нижних чинов, состоящих на службе менее 6 месяцев, они повышаются до 15 дней в мирное время и до 7 дней в военное; в виду неприятеля для всех военнослужащих отсутствие долее суток признается за побег со службы. Наказуемость побега со службы в действ. праве поставлена в зависимость от целого ряда условий. Закон прежде всего определяет различные основания для наказуемости офицеров и нижних чинов, затем выставляет особую систему обстоятельств, увеличивающих вину, и, наконец, вводит два специальных изъятия: относительно повторения и относительно наказуемости подстрекателей. Наказания офицеров и гражданских чиновников военного ведомства: в мирное время — исключение из службы, отставление или содержание на гауптвахте; в военное — исключение из службы с лишением чинов.
Повторение особого значения не имеет. Наказание нижних чинов: за первый побег со службы — военная тюрьма, за второй — дисциплинарные батальоны, за третий — лишение всех прав состояния и ссылка в Сибирь на поселение. В военное время назначаются те же наказания с предоставлением суду права увеличивать их на одну или две степени. При добровольной явке наказание может быть уменьшаемо на одну или две степени. Обстоятельствами, увеличивающими вину, почитаются: унос казённой одежды (сверх необходимой), амуничных вещей, боевых припасов и оружия, увод казённой лошади, нахождение в бегах более 6 мес., совершение его из-под стражи и переход через границу. Повторением побега со службы для нижних чинов считается совершение нового побега со службы не только после суда и наказания за предыдущий, но и когда предыдущее наказание ещё отбыто не было. Подстрекательству к побегу со службы придан характер самостоятельного преступления, влекущего за собой, в отличие от общих правил уложения о подстрекательстве, уголовную ответственность и тогда, когда подговариваемый не совершил побег со службы. Особые виды побега со службы: побег со службы в виду неприятеля — ссылка на поселение или высшие воинские исправительные наказания (ст. 136); побег со службы к неприятелю — наказание как за государственную измену (ст. 137); побег со службы нескольких военнослужащих по предварительному соглашению. Время нахождения в бегах для нижних чинов, состоящих на срочной службе, из срока службы исключается. Сила постановлений о давности на побег со службы не распространяется; но если бежавший будет пойман после достижения 34-летнего возраста, то воинское наказание заменяется для него общим, и по отбытии наказания он вновь на службу не обращается. На 1000 чел. среднего списочного состояния в 1890 г. бежавших было 2,77, в 1891 г. — 2,70, в 1892 г. — 2,59, а за исключением пойманных и добровольно явившихся — 0,71, 1,09 и 0,88. Абсолютная цифра бежавших в 1892 г. — 2168. Амнистии совершившим побег со службы применялись; так, во Всемилостивейших манифестах 14 ноября 1894 года и 14 мая 1896 года объявлено полное прощение всем нижним чинам, находящимся в бегах, если они добровольно явятся в течение года по объявлении о прощении и если они, кроме побега со службы, не обвиняются в других преступлениях.

#### Дезертирство во время Великой Отечественной войны
С началом Великой Отечественной войны дезертирство из рядов Красной армии приобрело значительные масштабы. Только за период с 22 июня и до конца 1941 года органы НКВД СССР задержали свыше 710 тыс. дезертиров-военнослужащих и более 71 тыс. уклонистов от мобилизации.
В июле — сентябре 1944 года по приказу Берии силами НКВД, НКГБ, прокуратуры и «Смерша» была проведена масштабная операция, в результате которой по всей стране были арестованы в общей сложности 87 923 дезертира и 82 834 уклониста от службы. Из числа задержанных 104 343 человека были переданы в райвоенкоматы и мобилизованы в ряды Красной армии перед заключительным этапом войны. По разным оценкам, за весь период Великой Отечественной войны из рядов Красной армии убежали, включая перебежчиков к противнику, 1,7-2,5 миллиона человек. По статье «дезертирство» были осуждены 376,3 тысячи человек, 212,4 тысячи из числа дезертиров, объявленных в розыск, найти не удалось.
В 1962 году в Комсомольской правде был опубликован очерк Василия Пескова «Дезертир» о Николае Тонких, в сорок втором году дезертировавшем из армии и двадцать лет прятавшемся на чердаке. Этот очерк был включен в книгу «Шаги по росе», за которую автор в 1964 году был удостоен Ленинской премии.
В 2017 году «Аргументы и факты» рассказали историю Якова Томозова, дезертировавшего в 1941 году и скрывавшегося от властей 44 года в родном селе Яблоново Липецкой области. Днем он отсиживался в сарае с ямой-укрытием, а ночью гулял и выполнял хозяйственную работу. Обнаружен он был только в 1985 году, но сразу после задержания отпущен.
В 2003 году в газете Известия в очерке «Деревня дезертиров» описывалось поселение, основанное дезертирами ещё до Великой Отечественной войны.
В 2016 году Коммерсантъ Власть сделал обзор самых продолжительных случаев дезертирства Великой Отечественной войны: некто Инамов более года скрывался на высоком дереве в гнезде аиста; другой дезертир, Савельев-Грицко-Васько, постоянно выдававший себя за отсутствующих по разным причинам красноармейцев, три раза сбегал с фронта в тыл; лейтенант Мушта возглавил банду из семи таких же лейтенантов-дезертиров; высокопоставленный дезертир капитан Бережной, начальник штаба 25 воздушно-десантной дивизии, скрывался по поддельным документам.
Дольше всех прятался дезертир Янис Пинупс, скрывавшийся до 9 мая 1995 года; население Латвии приняло сообщения о поступке Пинупса положительно.
«Безобидным» дезертирам, как Янис Пинупс, в СССР дважды объявляли амнистию — в 1945 году по случаю Победы и в 1949 году. Как писала «Независимая газета», «…превратность той почившей эпохи состоит в том, что многие из тех, кто попал в плен на поле боя, особенно офицеры, прямым потоком ехали из гитлеровских концлагерей под пулеметные вышки сталинского ГУЛАГа. А тех, кто в бою бросил оружие и бежал с фронта, режим простил».

##### Трудовое дезертирство
Самовольный уход работников с предприятий и строек в период Великой Отечественной войны именовался в СССР «трудовым дезертирством». Это было частым явлением, с которым власти не могли справиться. Формально за самовольный уход с работы по Указу Президиума Верховного Совета СССР от 26 декабря 1941 года полагалось до 5—8 лет лишения свободы. Борьба с самовольным уходом велась, но оказалась неэффективной: подавляющее большинство (до 70—90 %) самовольно ушедших с предприятий было осуждено заочно, причем милицейский розыск позволил вернуть лишь 4—5 % осужденных.
Кроме того, самовольный уход часто квалифицировался не по Указу Президиума Верховного совета СССР от 26 декабря 1941 года, а по более мягкому Указу Президиума Верховного Совета СССР от 26 июня 1940 года, и карался не лишением свободы, а исправительно-трудовыми работами с удержанием части заработка. Причем эти работы фактически были исполнением осужденным своих прежних должностных обязанностей с удержанием части заработка. Ведь Указ Президиума Верховного Совета СССР от 26 июня 1940 года исключил такую меру наказания за прогул как увольнение с работы. Об этой практике было известно. Так, передовая статья «Правда» от 27 сентября 1942 года критиковала работника Лысьвенского завода Харина, который прогулял 20 дней, торгуя вместо этого на рынке грибами, и получил за это 6 месяцев исправительно-трудовых работ с удержанием 25 % заработка.
Работники признавали незначительность наказания за уход с предприятия по сравнению с тем заработком, который давал прогул. В отчёте отдела кадров Краснокамского городского комитета ВКП(б) за I полугодие 1942 года мотивация таких прогульщиков описана следующим образом:

Эти люди говорят, что для меня ничего не значит, если я прогуляю 10—15 дней: мне дадут 3—4 месяца, а я привезу на две-три тысячи
Постановлением Совета народных комиссаров СССР от 29 июня 1944 года была инициирована кампания по борьбе с дезертирством работников, в рамках которой партийные комитеты отчитывались. В итоге число осужденных по Указу Президиума Верховного Совета СССР от 26 декабря 1941 года, отбывающих наказание в ГУЛАГе, составило:
- На 1 января 1943 года — 27 541 чел.;
- На 1 января 1944 года — 75 599 чел.;
- На 1 января 1945 года — 183 321 чел.

Количество заочно осужденных дезертиров с предприятий было ещё больше. В сопроводительной записке 1944 года к проекту постановления об амнистии Вячеслав Молотов сообщал, что она позволит вернуть на работу более 200 000 заочно осуждённых, местоположение которых неизвестно. В итоге Указ Президиума Верховного Совета СССР от 30 декабря 1944 года «Об амнистии лицам, самовольно ушедшим с предприятий военной промышленности и добровольно возвратившимся на эти предприятия» освобождал от уголовной ответственности всех, кто до 15 февраля 1945 года вернется на свои предприятия.
Некоторые случаи самовольного ухода с работы в годы войны были юридически приравнены к дезертирству из армии. 15 апреля и 9 мая 1943 года вышли Указы Президиума Верховного Совета СССР «О введении военного положения на всех железных дорогах» и «О введении военного положения на морском и речном транспорте». Отныне самовольный уход работников транспорта приравнивался к самовольной отлучке и дезертирству из армии, что в соответствии со статьей 193.7 Уголовного кодекса РСФСР предусматривало лишение свободы от 3 до 10 лет.

#### В современной России
В России дезертирство является уголовно-наказуемым деянием и наказывается лишением свободы на срок до десяти лет (УК России статья 338. Дезертирство)
1. Дезертирство, то есть самовольное оставление части или места службы в целях уклонения от прохождения военной службы, а равно неявка в тех же целях на службу — наказывается лишением свободы на срок до семи лет.
2. Дезертирство с оружием, вверенным по службе, а равно дезертирство, совершенное группой лиц по предварительному сговору или организованной группой, наказывается лишением свободы на срок от трех до десяти лет.
Примечание. Военнослужащий, впервые совершивший дезертирство, предусмотренное частью первой настоящей статьи, может быть освобожден от уголовной ответственности, если дезертирство явилось следствием стечения тяжёлых обстоятельств.
За 2017 год в России были найдены 614 военнослужащих, которые самовольно оставили части или место службы. Некоторые из дезертиров скрываются более 20 лет. Например, в 2018 году российским властям сдался младший сержант, который сбежал из части ещё в 1992 году. Тех дезертиров, которые попадают в руки властей, судят в уголовном порядке. Например, в 2016 году был осужден на три года лишения свободы военнослужащий, который после побега скрывался от властей более 20 лет.
По данным Судебного департамента, в 2014 году за дезертирство по Ч. 1 ст. 338 УК России осуждены 93 человека, ч. 2 ст. 338 УК России в 2014 году не вменена никому.
С начала военных действий России на Украине количество дезертиров из Вооружённых сил России насчитывает, как минимум, 18 000 солдат.

### Украина
Согласно уголовному кодексу Украины, дезертирство наказывается лишением свободы от 2 до 12 лет в зависимости от квалификации (УК Украины статья 408. Дезертирство). Со слов Главного военного прокурора Украины Анатолия Матиоса к началу 2015 года за время проведения вооружённого конфликта на востоке Украины прокуратура открыла 948 производств о дезертирстве по 8 652 военным.
Дезертирство из рядов Вооружённых сил Украины в ходе военных действий России на Украине приобрело значительные масштабы: по данным Генеральной прокуратуры Украины, с 24 февраля 2022 года по конец ноября 2024 года обвинения в дезертирстве были выдвинуты против более чем 100 тысяч украинских военнослужащих, что составляет около 10 % численности армии Украины.